# Флоріан Станіслав Мілодовський
Флоріан Станіслав Міладовський (пол. Florian Stanisław Miładowski; 4 травня 1819, Мінськ, Російська імперія — 8 липня 1889, Бордо, Франція) — білоруський композитор, піаніст, педагог.

## Життєпис
Помітне місце в історії білоруської музичної культури XIX століття належить талановитому композитору, піаністу, диригенту та музичному критику Флоріану Мілодовському. Близький друг Станіслава Монюшка, він належав до тієї частини художньої інтелігенції, яка заклала основи білоруської музичної культури у минулому столітті, сприяла появі та поширенню високого музичного професіоналізму в Білорусі.
Флоріан Станіслав Мілодовський народився 4 травня 1819 року в Мінську. Його батько, Фабіан Мілодовський, походив із старовинної знатної родини, яка колись володіла маєтком Новодворки в Новогрудському повіті. З часом Міладовські збідніли, втратили маєтки та переїхали до Мінська, де Фабіан Мілодовський почав давати уроки музики. На думку сучасників, він був «хорошим музикантом і серйозно займався композицією». У будинку Милодовських часто влаштовували музичні вечори, які охоче відвідували мінські меломани. У цій сприятливій атмосфері музичний талант Флоріана почав дозрівати дуже рано. Перші уроки гри на фортепіано та музичної освіти дав йому батько. Однак незабаром хлопчикові потрібен був більш кваліфікований вчитель. Милодовські їдуть до Вільнюса, де Флоріан навчається під керівництвом досвідченого піаніста Ф. Тібе, талановитого виконавця та популярного композитора.
3 травня 1829 р. у Вільнюсі відбувся перший концерт 10–річного Флоріана. Концерт мав великий успіх. Композиторські здібності Флоріана також виявилися рано. Під час дебюту у Вільнюсі він уже був автором низки мазурок, вальсів, полонезів. Мініатюри композитора були дуже популярні серед інтелігенції Вільнюса. Навчання в Тібе було дуже корисним для Флоріана, але незабаром йому знадобився ще більш досвідчений вчитель, його батьки вирішили повернутися в Мінськ і порадитися з дуже авторитетним учителем Д. Стефановичем. Вислухавши молодого музиканта, Стефанович погодився займатися з ним. Під час своїх уроків Флоріан познайомився і зблизився зі Станіславом Монюшком, який став його вірним другом на все життя. Музика привабила їх обох однаково сильно, вони разом ходили на уроки і обоє мріяли про великий успіх. Хороший музикант Д. Стефанович мав і великий педагогічний талант. Він не тільки успішно керував музичним розвитком своїх учнів, але й зміг прищепити їм справжню любов до серйозної музики. Вони стали його найкращими учнями.
Виконавча майстерність Мілодовського досягає високого художнього рівня на початку 30–х років. Його сольні виступи в Мінську, Слуцьку, Вільнюсі та інших містах Північно–Західного регіону були дуже успішні. Ім'я Милодовського прославилося далеко за межами Білорусі.
Відомий меломан і меценат, граф Бенедикт Тишкевич у 1836 р. запросив Мілодовського до свого маєтку Красний Двір, поблизу Каунаса, вчителем музики для своїх дочок і одночасно запропонував посаду диригента симфонічного оркестру. Під керівництвом Мілодовського оркестр Червоного суду став одним з найкращих приватних оркестрів Європи. Тут Флоріан зустрів вчителя французької мови Августіну Паро, яка згодом стала його дружиною.
Плідна творча діяльність Мілодовського в Червоному дворі тривала до осені 1841 р., коли за порадою Монюшка він поїхав до Берліна для завершення музичної освіти. Там Мілодовський зустрів великого німецького композитора Фелікса Мендельсона–Бартольді, який приділяв йому багато уваги і допомагав вдосконалюватися в галузі композиції. Пізніше Мендельсон дуже тепло говорив про твори Милодовського.
За рекомендацією Мендельсона, Мілодовський продовжує брати уроки музики у Відні. У ті ж роки він відвідав Францію, де познайомився з найбільшими музикантами того часу — Фредеріком Шопеном та Ференком Лістом.
Через два роки Мілодовський повернувся до Червоного суду. Тут, як і раніше, він диригує симфонічним оркестром. Але після смерті власника Червоного двору садиба занепала, і оркестр довелося розформувати. У цей важкий для Мілодовського час приємною несподіванкою для нього стало запрошення Монюшка переїхати до Вільнюса. Це сталося в 1851 році.
У 1855 році Мілодовський з родиною переїхав до Білорусі. Місцем його притулку став Мацький — невелике мальовниче село на березі Вячі, поблизу Мінська. Тут композитор багато пише. Його чудова оперета «Конкуренти» за мотивами тексту Лапіцького та Сиракомлі була створена в Мацькому. Прем'єра «Конкурентів», написана спеціально для талановитої драматичної актриси і співачки М. Дроздовської, яка працювала в Мінському театрі в 1847—1863 рр., відбулася 12 лютого 1861 р.
Поряд з композицією у Мацького, Мілодовський займався також літературною діяльністю. У 1857—1860 рр. він регулярно пише статті для польського музичного журналу. Деякі з його статей стосуються розвитку культової музики, але більша частина творів присвячена розвитку музичної культури в Білорусі, Литві та Польщі.
Наприкінці 50–х — на початку 60–х років творча діяльність Мілодовського досягла апогею: крім «Конкурентів», він створив у цей час «Польські мелодії» — серію пісень на слова польських поетів Л. Прусиновського та В. Вольського, написав ряд фортепіанних творів — мазурки, полонези, ноктюрни, імпровізації. Серед них «Експромт», що міститься у збірнику Ф. Ліста, 4 мазурки та полонези, видані в Парижі, полонез «Для Михайла та Яссі», виданий у 1860 р. у Мінську Валицького, 3 мазурки, присвячені Монюшку, та багато виданих у Варшаві різні інші вокальн–-інструментальні твори.
У 1862 р. Флоріан Мілодовський емігрував до Франції та оселився у Метці. Протягом 5 років викладав фортепіано у Вищій музичній школі в Сан–Кліменті, але в 1870 році трапилася трагедія — Милодовський втратив зір. Тільки творчість певною мірою зменшила страждання композитора. У 1871 році Мілодовський закінчив цикл з 12 дуетів для віолончелі та фортепіано. Автор назвав цей цикл «Альбомом сліпих». Однак після успішної операції Мілодовський через деякий час знову почав бачити. Останні роки життя він провів у Нансі, а потім у Бордо, де і помер 8 липня 1889 року.